# 대전광역시의 버스전용차로
대전광역시의 버스전용차로는 대전광역시에서 지정해 관리하고 있는 버스전용차로를 말한다.
중앙버스전용차로는 2011년 7월 1일에 도안대로 유성네거리 ~ 용계동 구간과 도안동로 만년교 ~ 가수원네거리 구간이 최초로 지정되었으며, 2012년 9월 18일에 북유성대로 시 경계 ~ 외삼네거리 구간이 추가되었다. 2017년 기준 가로변 버스전용차로 10개 구간 46.4km, 중앙버스전용차로 7개 구간 26.7km가 지정되어 있다.

## 연혁
- 2003년 7월 1일 : 삼성로[2] (대전역 ~ 농수산시장오거리) 3.5km 구간에 버스전용차로 지정, 시간제 오후 운영 시간을 17:30 ~ 19:30에서 17:30 ~ 20:30으로 변경[3]
- 2005년 5월 1일 : 버스전용차로 운영시간을 오전 07:30 ~ 09:30, 오후 17:30 ~ 20:30 (단, 가장로는 17:30 ~ 19:30)에서 오전 07:00 ~ 09:00, 오후 18:00 ~ 20:00으로 변경[4]
- 2006년 12월 1일 : 동서로 (용전네거리 ~ 태평오거리) 2.7km 구간, 계백로 (가수원네거리 ~ 진잠네거리) 2.7km 구간, 한밭대로 (중리네거리 ~ 재뜰네거리) 3.1km 구간에 버스전용차로 지정[5]
- 2007년 9월 1일 : 대덕대로 (계룡로네거리 ~ 연구단지네거리) 4.2km 구간, 계족로 (중리네거리 ~ 읍내삼거리) 2.4km 구간에 버스전용차로 지정[6]
- 2008년 1월 1일 : 토요일 오전 버스전용차로 운영 폐지[7]
- 2009년 3월 1일 : 한밭대로 (재뜰네거리 ~ 충대정문오거리) 4.6km 구간, 중앙로 (서대전네거리 ~ 대전역삼거리) 2.1km 구간, 인효로 (대전역삼거리 ~ 효동네거리) 1.9km 구간에 버스전용차로 지정[8]
- 2011년 7월 1일 : 도안대로 (유성네거리 ~ 용계동) 3.0km 구간, 도안동로 (만년교 ~ 가수원네거리) 5.1km 구간 중앙버스전용차로로 지정[9]
- 2012년 9월 18일 : 북유성대로 (안산동 시 경계 ~ 외삼네거리) 3.4km 구간 중앙버스전용차로로 지정[10]
- 2016년 5월 25일 : 오정로 (농수산시장오거리 ~ 한남오거리) 1.3km 구간, 대전로 (한남오거리 ~ 삼성네거리) 1.4km 구간 중앙버스전용차로로 전환[11]
- 2016년 7월 20일 : 천변도시고속화도로 (당산교 ~ 문평대교) 7.8km 구간, 구즉세종로 (문평대교 ~ 둔곡동 시 경계) 4.7km 구간 중앙버스전용차로로 지정[12]

## 운영 구간
| 도로명           | 구간             | 구간             | 연장  | 지정일          | 해제일          | 운영방법 | 비고                                                 |
| 도로명           | 시점             | 종점             | 연장  | 지정일          | 해제일          | 운영방법 | 비고                                                 |
| ---------------- | ---------------- | ---------------- | ----- | --------------- | --------------- | -------- | ---------------------------------------------------- |
| 계룡로           | 서대전네거리     | 유성네거리       | 9.5km |                 |                 | 시간제   |                                                      |
| 가장로           | 용문네거리       | 도마네거리       | 3.5km |                 |                 | 시간제   |                                                      |
| 계백로           | 서대전네거리     | 가수원네거리     | 5.6km |                 |                 | 시간제   |                                                      |
| 계백로           | 가수원네거리     | 진잠네거리       | 2.7km | 2006년 12월 1일 |                 | 시간제   |                                                      |
| 동서대로         | 대전 나들목      | 용전네거리       | 3.3km |                 |                 | 시간제   |                                                      |
| 동서대로         | 용전네거리       | 태평오거리       | 2.7km | 2006년 12월 1일 |                 | 시간제   |                                                      |
| 대전로           | 대전역           | 삼성네거리       | 0.8km | 2003년 7월 1일  |                 | 시간제   | 최초 지정 당시 삼성로로 지정                         |
| 대전로           | 삼성네거리       | 한남오거리       | 1.4km | 2003년 7월 1일  | 2016년 5월 25일 | 시간제   | 최초 지정 당시 삼성로로 지정 중앙버스전용차로로 변경 |
| 오정로           | 한남오거리       | 농수산시장오거리 | 1.3km | 2003년 7월 1일  | 2016년 5월 25일 | 시간제   | 최초 지정 당시 삼성로로 지정 중앙버스전용차로로 변경 |
| 한밭대로         | 중리네거리       | 재뜰네거리       | 3.1km | 2006년 12월 1일 |                 | 시간제   |                                                      |
| 한밭대로         | 재뜰네거리       | 충대정문오거리   | 4.6km | 2009년 3월 1일  |                 | 시간제   |                                                      |
| 대덕대로         | 계룡로네거리     | 연구단지네거리   | 4.2km | 2007년 9월 1일  |                 | 시간제   |                                                      |
| 계족로           | 중리네거리       | 읍내삼거리       | 2.4km | 2007년 9월 1일  |                 | 시간제   |                                                      |
| 중앙로           | 서대전네거리     | 대전역삼거리     | 2.1km | 2009년 3월 1일  |                 | 시간제   |                                                      |
| 인효로           | 대전역삼거리     | 효동네거리       | 1.9km | 2009년 3월 1일  |                 | 시간제   |                                                      |
| 도안대로         | 유성네거리       | 용계동           | 3.0km | 2011년 7월 1일  |                 | 전일제   | 중앙버스전용차로                                     |
| 도안동로         | 만년교           | 가수원네거리     | 5.1km | 2011년 7월 1일  |                 | 전일제   | 중앙버스전용차로                                     |
| 북유성대로       | 안산동 시 경계   | 외삼네거리       | 3.4km | 2012년 9월 18일 |                 | 전일제   | 중앙버스전용차로 대전~오송 버스전용차로              |
| 오정로           | 농수산시장오거리 | 한남오거리       | 1.3km | 2016년 5월 25일 |                 | 전일제   | 중앙버스전용차로                                     |
| 대전로           | 한남오거리       | 삼성네거리       | 1.4km | 2016년 5월 25일 |                 | 전일제   | 중앙버스전용차로                                     |
| 갑천도시고속도로 | 당산교           | 문평대교         | 7.8km | 2016년 7월 20일 |                 | 전일제   | 중앙버스전용차로 대전~오송 버스전용차로              |
| 구즉세종로       | 문평대교         | 둔곡동 시 경계   | 4.7km | 2016년 7월 20일 |                 | 전일제   | 중앙버스전용차로 대전~오송 버스전용차로              |

## 운영방법
- 시간제 : 최초 운영 당시에는 평일 오전 07시 30분부터 09시 30분까지, 오후 17시 30분부터 19시 30분까지 운영했으며 토요일에는 오전 시간만 적용하고 일요일 및 공휴일에는 적용되지 않았다. 2003년 7월 1일부로 오후 운영 시간이 20시 30분까지 확대되었다가 2005년 5월 1일부터 평일 오전 07시부터 09시까지, 오후 18시부터 20시까지로 변경했다. 토요일 오전 운영은 2008년 1월 1일부터 폐지되었다.
- 전일제 : 2011년 7월 1일에 도안대로, 도안동로 구간을 지정하면서 처음 도입되었다. 24시간 전일제로 운영된다.

## 같이 보기
- 세종특별자치시 간선급행버스체계